# Cerastium octandrum
Cerastium octandrum är en nejlikväxtart som beskrevs av Ferdinand von Hochstetter och Achille Richard. Cerastium octandrum ingår i släktet arvar, och familjen nejlikväxter.

## Underarter
Arten delas in i följande underarter:
- C. o. adnivale
- C. o. scandens